# Manuel A. Rodríguez
Manuel A. Rodríguez (Buenos Aires, 15 de febrero de 1880-Mar del Plata, 23 de febrero de 1936) fue un militar del Ejército Argentino cuya actuación se caracterizó por su alto temple moral. Fue ministro de guerra durante la presidencia del general Agustín Pedro Justo.

## Biografía
Hijo del Tte. Coronel Manuel Rodríguez, guerrero del Paraguay, y de Delfina Léauteau, nieto del coronel Pedro Rodríguez, guerrero de la Independencia, y de Andrea Berutti, nació en Buenos Aires el 15 de febrero de 1880.
El 1 de agosto de 1896 se incorporaba a la Escuela Militar un joven de 16 años para seguir la carrera de las armas. El 1 de febrero de 1899 egresaba de ella sin haber ascendido a escalones intermedios como era frecuente que sucediera. El subteniente de infantería Manuel A. Rodríguez pasó a prestar servicios al Regimiento 1.º de Infantería.
Dos años después, se organizó en el país la nueva arma de ingenieros, con oficiales de otras armas para cubrir los cuadros vacantes. El teniente Rodríguez -el 7 de noviembre de 1901 -fue dado de alta como oficial de la "Brigada de Pontoneros de San Nicolás de los Arroyos. Organizada ya la plana mayor de los nuevos cuerpos pasó el 4 de abril de 1903 al Batallón de Zapadores Pontoneros y Minadores de Liniers.
Algún tiempo más tarde (24 de febrero de 1905) pasó al Regimiento de Ingenieros en Campo de Mayo. A principios de 1907 cubrió el destino de comandante de la plana mayor del Batallón 4.º de ingenieros de Córdoba, donde permaneció poco tiempo en razón de que el 28 de mayo de 1907, resultaba enviado en Comisión a Alemania para incorporarse al regimiento 20 de infantería a fin, de perfeccionar sus conocimientos. Volvió así al arma de Infantería con que se recibió. Su progresivo conocimiento del idioma le permitió traducir en el futuro importantes obras de ese origen.
Hizo numerosos viajes a Europa. Después de cinco meses de permanencia en el 20.º de Infantería alemán, pasó agregado al Regimiento 5.º de Granaderos en Danzig (hoy Gdansk) donde permaneció hasta el año 1909. Su siguiente destino fue de oficial de la Escuela Militar de San Martín, seguido en meses de su traslado al Regimiento 18 de infantería de Tucumán (ya capitán). Un tercer destino, en 1910, fue el de formar parte del Estado Mayor en la 5.ª Región Militar, en la misma provincia. Su cuarto destino en lapso breve fue la de comandante del cuerpo de Infantería del Colegio Militar.
Se inició en la docencia como profesor de organización, servicio de tropas y correspondencia militar, del segundo curso.
En el año 1913 (ya con le grado de mayor) cursaba estudios en la Escuela Superior de Guerra; el 8 de abril de 1915, se graduó como oficial de estado mayor. El 24 de ese mismo mes pasó al cargo de jefe del cuerpo de cadetes del Colegio Militar. A la vez se desempeñaba como profesor de segundo y tercer año de las materias que ya había dictado anteriormente. Al poco tiempo, se lo designó edecán del Presidente de la Nación, Dr. Victorino de la Plaza. Desde el 5 de febrero de 1917 tuvo a su cargo la Dirección accidental (durante seis meses) del Colegio Militar.
Pasó como docente de táctica y servicio de estado mayor en el tercer curso de la Escuela Superior de Guerra y la de táctica en el curso especial para capitanes.
En el año 1919 (ya teniente coronel) fue trasladado al Estado Mayor
General del Ejército. Cinco años después fue designado secretario ayudante del Ministro de Guerra, el entonces coronel Agustín P. Justo.
El 28 de marzo de 1925 (ya coronel) fue designado agregado militar a la legación argentina en Alemania y Suiza, cargo que desempeñó hasta comienzos de 1928. Formó parte de la Comisión de Adquisiciones de Armamentos en el Extranjero. Fue delegado de la Argentina a la Conferencia del Comercio Internacional de Armas y perito militar en Ginebra, tanto en la Comisión Preparatoria de Desarme como en la Comisión Permanente Consultora (Sociedad de las Naciones).
De regreso de Europa, en enero de 1928, asumió el cargo de Jefe de la Secretaría del Ministerio de Guerra que desempeñó hasta el término de la Presidencia del Dr. Marcelo T. de Alvear. Desde aquella fecha hasta el 12 de abril de 1930 el coronel Rodríguez revistó en disponibilidad (el gobierno de Yrigoyen mantenía en esas condiciones a los que suponía disconformes). En esa fecha cubrió el cargo de subjefe C del Estado Mayor General.
En ese cargo militaba cuando el movimiento de septiembre de 1930 resultó triunfante. El Jefe del Gobierno Provisional, José Félix Uriburu, lo nombró comandante de la 2.ª división de ejército (Campo de Mayo), normalmente a cargo de un general. Al mismo tiempo que desempeñaba dichas funciones presidía el Círculo Militar y en tal carácter le tocó hablar en la tradicional comida de camaradería de jefes y oficiales de las tres fuerzas armadas, realizada el 10 de julio de 1931, en el teatro Cervantes, ocasión que aprovechó para pronunciar un muy mencionado discurso que resultó ser la profesión de fe del soldado, tal como Rodríguez la entendía durante su carrera militar.
Al asumir el 20 de febrero de 1932, la Presidencia de la Nación, el general Agustín Pedro Justo (electo en elecciones fraudulentas), lo designó Ministro de Guerra, ya como general de brigada, cargo que desempeñó hasta su muerte. Su labor como Ministro se ha considerado como de vigorosa transformación lograda en todos los estadios del ejército. Así, se recuerda las fluidas intervenciones que tuvo el general Rodríguez, al llevar la palabra del Poder Ejecutivo al Congreso. con motivo de interpelaciones tales como la adquisición de armamentos en Europa y el estado de la aviación en la Argentina.
Murió en Mar del Plata en la madrugada del 23 de febrero de 1936, después de haber asistido en representación del ejército a las grandes maniobras realizadas por la escuadra de mar y de río de la marina de guerra, frente a la ciudad balnearia, estando muy enfermo. Lo sobrevivió su esposa, Emma Fernández de Rodríguez, con quien no tuvo descendientes.
Su sable se encuentra como ofrenda en el Camarín de la Virgen Generala, en la Basílica de Nuestra Señora de los Buenos Aires de la ciudad de Buenos Aires

## Condecoraciones
- Orden del Cruceiro y de Gran Oficial de la Orden del Sol.

## Obras
- - "La guerra de montaña",
- - "La conducción del cuerpo de ejército en la guerra de campaña", Biblioteca del Oficial
- - "Reglamento de ejercicios de infantería a la luz de la historia", Biblioteca del Oficial
- - "Guía para la instrucción del batallón", Biblioteca del Oficial

"Detrás de su "persona visible" se ocultaba una exquisita sensibilidad que llamaba a dilatar su espíritu en movimientos de tanta espontaneidad, que descubrían en la rigidez de este soldado recio, también el alma de un niño." (Gral Francisco Medina)
"Gustaba releer y meditar las siguientes máximas: 'Silenciosamente, realizar buenas obras; amar a Dios y a los hombres; cumplir con su deber; aceptar la voluntad de Dios; alegrarse con los demás; callar los defectos ajenos; aceptar las ofensas de los hombres; ahogar mis débiles pensamientos; compartir las penas ajenas; ascender al Cielo; desear y aspirar en silencio;
abrazar la Cruz de Jesús; sacrificarse y renunciar; soportar las alternativas de la vida; mirar hacia la Patria Celestial; alcanzar la virtud. Silencio, silencio, hasta la muerte. Ese silencio sublime del alma ofrece rica recompensa'". (Mons. Natal)- Ver http://www.mercaba.org/DIESDOMINI/T-O/22C/HO-4.htm
"La acción del tiempo delimitó los rasgos de ese carácter extraordinario que lo animaba y cuyos frutos se pueden apreciar por el análisis de la obra silenciosa y eficaz que cumplió en beneficio del ejército y el país." (Arturo Cancela)